# 于暁明
于 暁明（う ぎょうめい、簡体字中国語: 于 晓明、英語: Yu Xiaoming、1993年11月8日 - ）は、中国の女子ラグビー選手。

## プロフィール
- 中国出身[1]。
- ポジションはナンバーエイト(No.8)。
- 身長 168cm、体重 63kg

## 略歴
2021年、東京五輪の7人制女子中国代表に選ばれた。